# Tejn Mølle
De Tejn Mølle of Melsted Stubmølle is een standerdmolen gelegen in Melsted, Gudhjem op het Deense eiland Bornholm.

## Geschiedenis
De molen werd in 1830 in Aarsballe opgeleverd en in gebruik genomen en rond 1850 verplaatst naar Tejn aan de westkust van het eiland. Hoewel het op de top van een rotskust stond, ving de molen te weinig wind. Hij werd daarom in 1882 op een ronde voet geplaatst. De eigenaar, Peter Mikkelsen, bracht tijdens de verplaatsing zelfzwichting aan. In tegenstelling tot vele andere standerdmolens draaien de wieken van voren gezien rechtsom. De molen werd door Mikkelsen vergroot in zowel de hoogte als in diepte. Hij werd door zijn zoon overgenomen en bleef tot 1941 in werking.
Om de molen te behouden werd deze daarna door de vereniging Foreningen Bornholm overgenomen. In 1959 verkreeg de molen de monumentstatus. Tegen het jaar 2000 was hij niet meer in staat om nog normaal te functioneren vanwege nabije bomen en gebouwen in de buurt. Daarom werd in 2006 besloten hem naar Bornholms Landbrugsmuseum Melstedgård (Bornholms Landbouwmuseum Melstedgård) in de buurt van het plaatsje Gudhjem te verhuizen. In 2009 werd hij voor het publiek geopend. Hij staat op een hoog punt van het museumterrein en is daardoor niet alleen goed zichtbaar vanaf de weg, maar staat geheel vrij van windbelemmering.

## Huidige functie
De molen wordt tegenwoordig gebruikt om koren te malen tot voer voor de dieren van het landbouwmuseum. Er is een tentoonstelling over de molens op Bornholm en als ook een demonstratie van het gebruik van een molen.

## Galerij

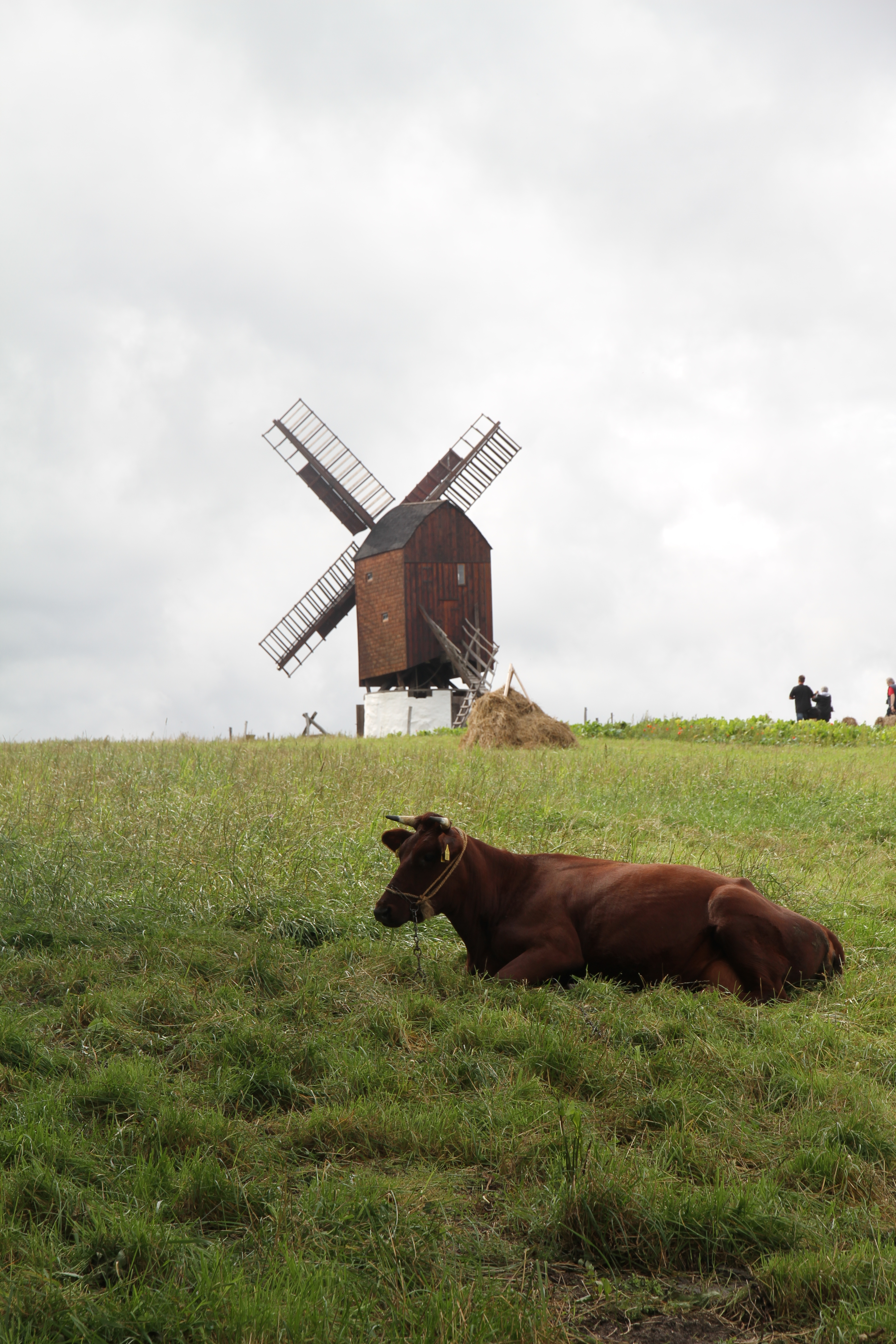
Tejn Mølle of Melsted Stubmølle
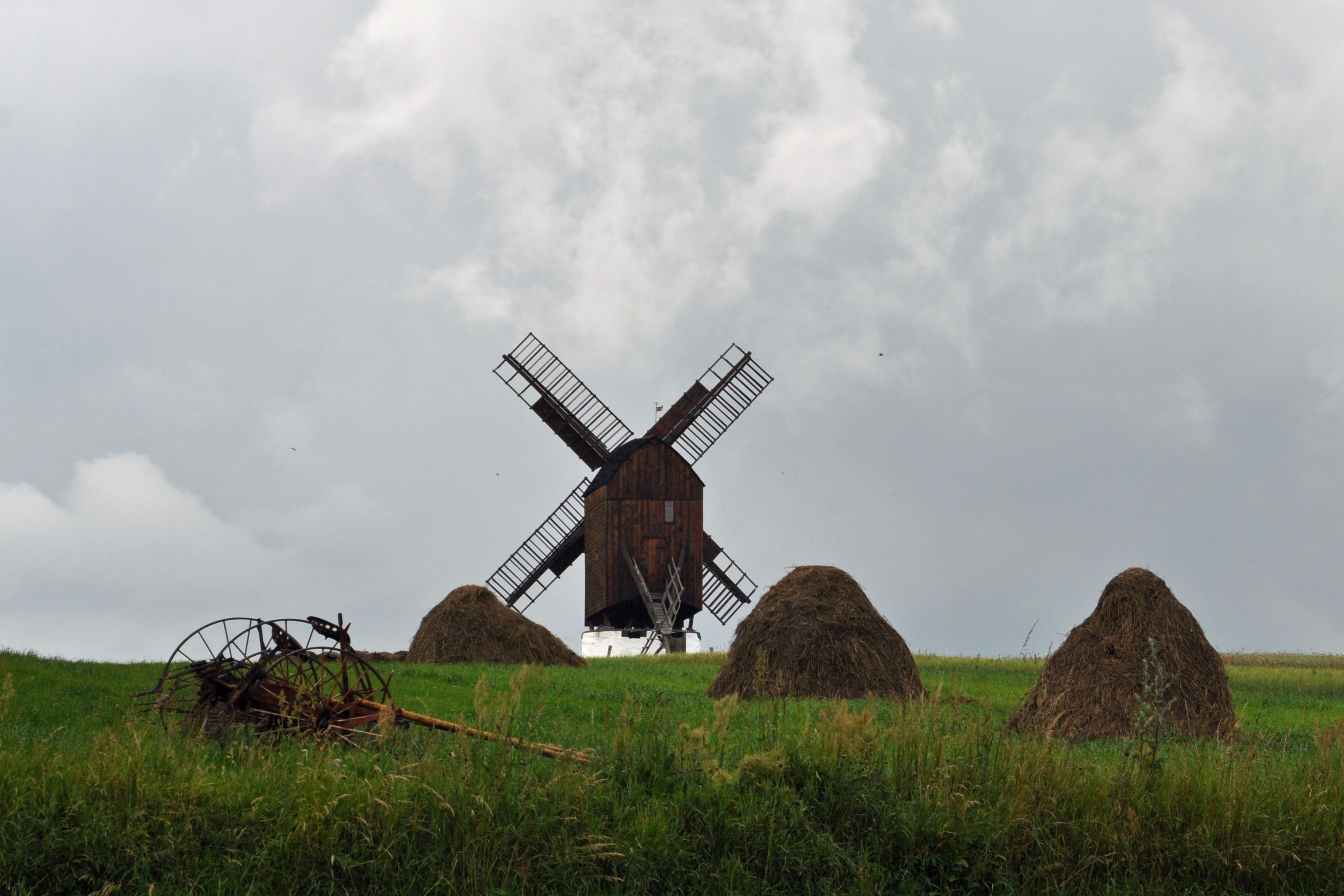
Tejn Mølle of Melsted Stubmølle
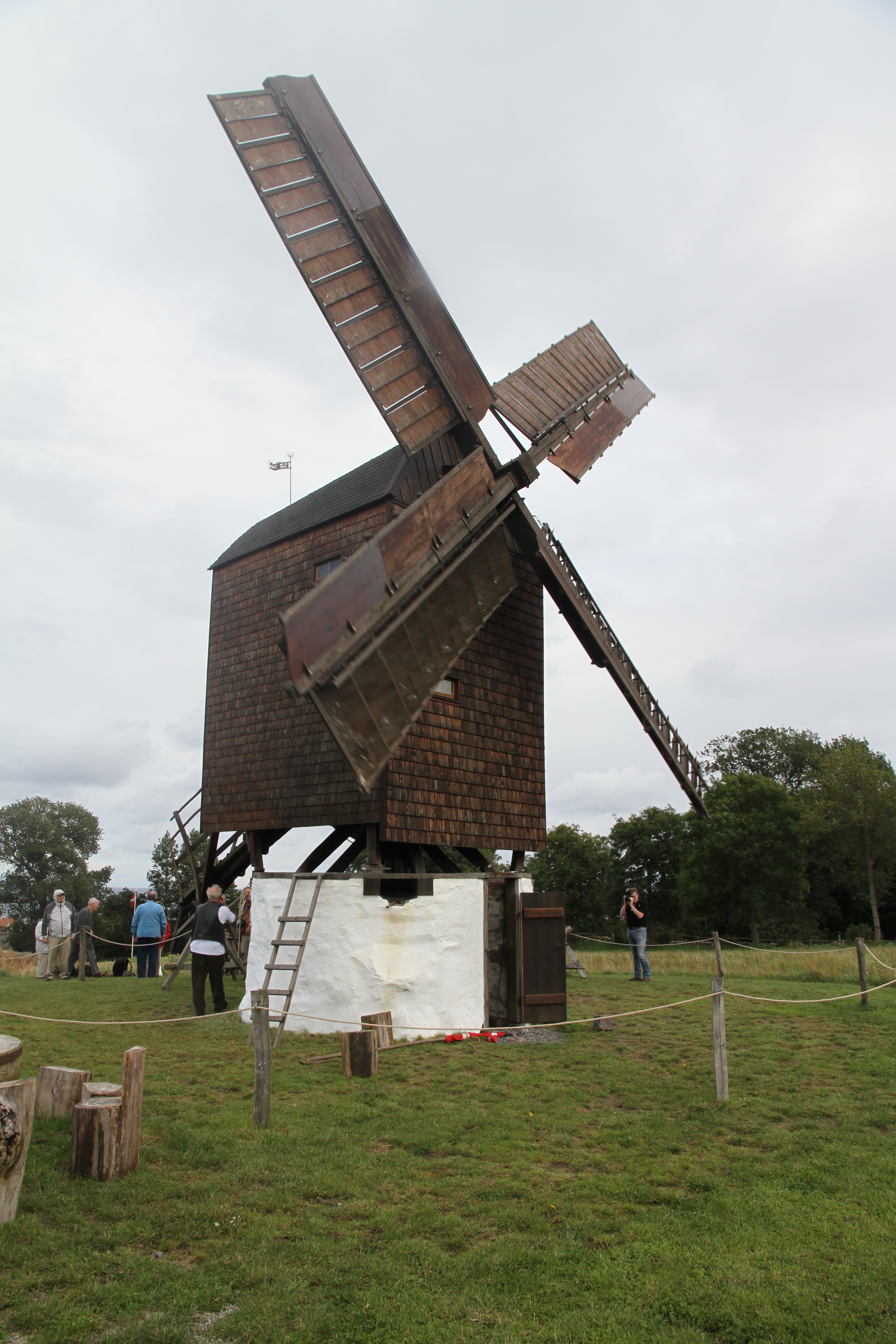
Tejn Mølle of Melsted Stubmølle

## Trivia
- Er zijn twee andere monumentale standerdmolens op Bornholm: Bechs Mølle en Egeby Mølle.[5]